# Altai (cavalo)
Altai (em russo:  Altaïskaïa) é uma raça de pôneis siberianos originária das montanhas homônimas. Rústica e resistente, adaptou-se ao longo dos séculos aos rigores de seu ambiente, representando um recurso vital para os nômades locais. A raça foi cruzada após a Revolução Russa, para dar origem ao Novo Altai.
Os pôneis de raça pura, caracterizados por uma cabeça bastante imponente, costas bem longas e pernas curtas, são conhecidos por às vezes usar uma pelagem manchada chamativa. Dotados de uma pata muito firme, alguns são capazes de dar as passadas amble.
Atualmente, o Altai é bastante raro em sua forma original, sendo a maioria dos cavalos que habitam a região resultantes de cruzamentos. Em 2003, apenas 3 190 cavalos Altai de raça pura foram contados.

## Denominação
A raça leva o nome de (em russo:  Altaïskaïa) em russo. Ela levava até 1948 o nome de "Oïrot", ou Oïrotskaïa, tendo sido desenvolvida no Oblast autônomo de Oïrot, que se tornou mais tarde o Oblast autônomo de Gorno-Altaï. Ela pode ainda ser chamada de "siberiana do sul".

## História

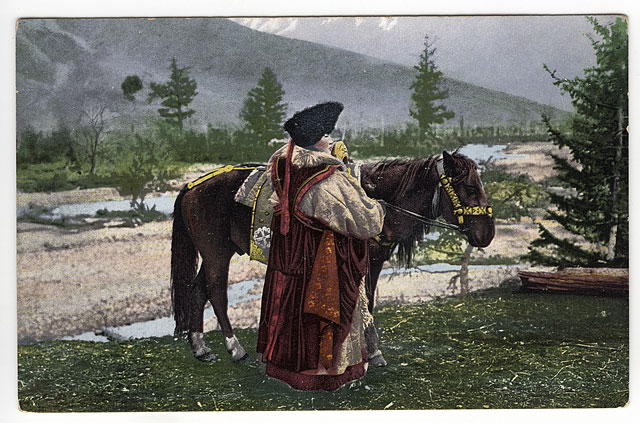
Cavaleira Altai em trajes tradicionais.

O Altai é considerado uma das raças de animais mais antigas da Sibéria: Ele tem semelhanças morfológicas com os esqueletos equinos dos kurgans, desenterrados em Pazyryk, e datados dos séculos V e III a. C. Esse cavalo cita enterrado ritualmente usa uma máscara ritual. A presença de cavalos domésticos na região parece remontar a 1500 anos antes da nossa era, como demonstrado entre outros pela descoberta de esqueletos de cavalos domésticos datados da Idade do Ferro. A crença local vê a raça Altai como originária da antiga Pérsia.
Pequenos cavalos próximos ao cavalo da Mongólia são criados há séculos nas montanhas Altai, ganhando ao longo do tempo uma adaptação a esse biótopo rigoroso. As tribos nômades locais sempre precisaram de cavalos em sua vida cotidiana, selecionando animais em suas capacidades cardíacas e pulmonares, sua musculatura, seus tendões e, principalmente, a firmeza das patas. A seleção da raça se estende por um período muito longo, adaptando-se em particular à taiga montanhosa: esses pôneis enfrentam encostas íngremes, cruzam rios e torrentes.
A partir de 1903, são notadas tentativas de melhorar esses pequenos cavalos próximos ao cavalo mongol, principalmente a partir de cruzamentos com o Kouznetsk; esses testes são realizados por criadores locais, sem nenhum método real. Então, de 1928 a 1931, principalmente com o objetivo de abastecer o Exército Vermelho, o governo soviético impôs cruzamentos com outras raças russas, como o cavalo do Don, os trotadores e várias raças mestiças. O cruzamento com a raça Boudienny é praticado para gerar cavalos de trabalho para o gado. Cruzamentos com o cavalo Don e raças de tração são usados para a produção de carne.
Cavalos que se adaptam ao clima local acabam por se integrar à raça Altai, que desde então foi criada na raça pura. O Altai ganhou em tamanho e capacidade de trabalho nesses cruzamentos. Em meados da década de 1970, uma pesquisa permitiu selecionar as 680 melhores éguas da raça, em fazendas coletivas. Em 1980, foram contados aproximadamente 10000 Altai, incluindo 3500 de raça pura. Em 1990, havia 14572, incluindo 6295 fêmeas em idade reprodutiva e 227 machos reprodutores, 47 fêmeas sendo criadas na raça pura. A raça Altai local cai em desuso com a Perestroika.

## Descrição

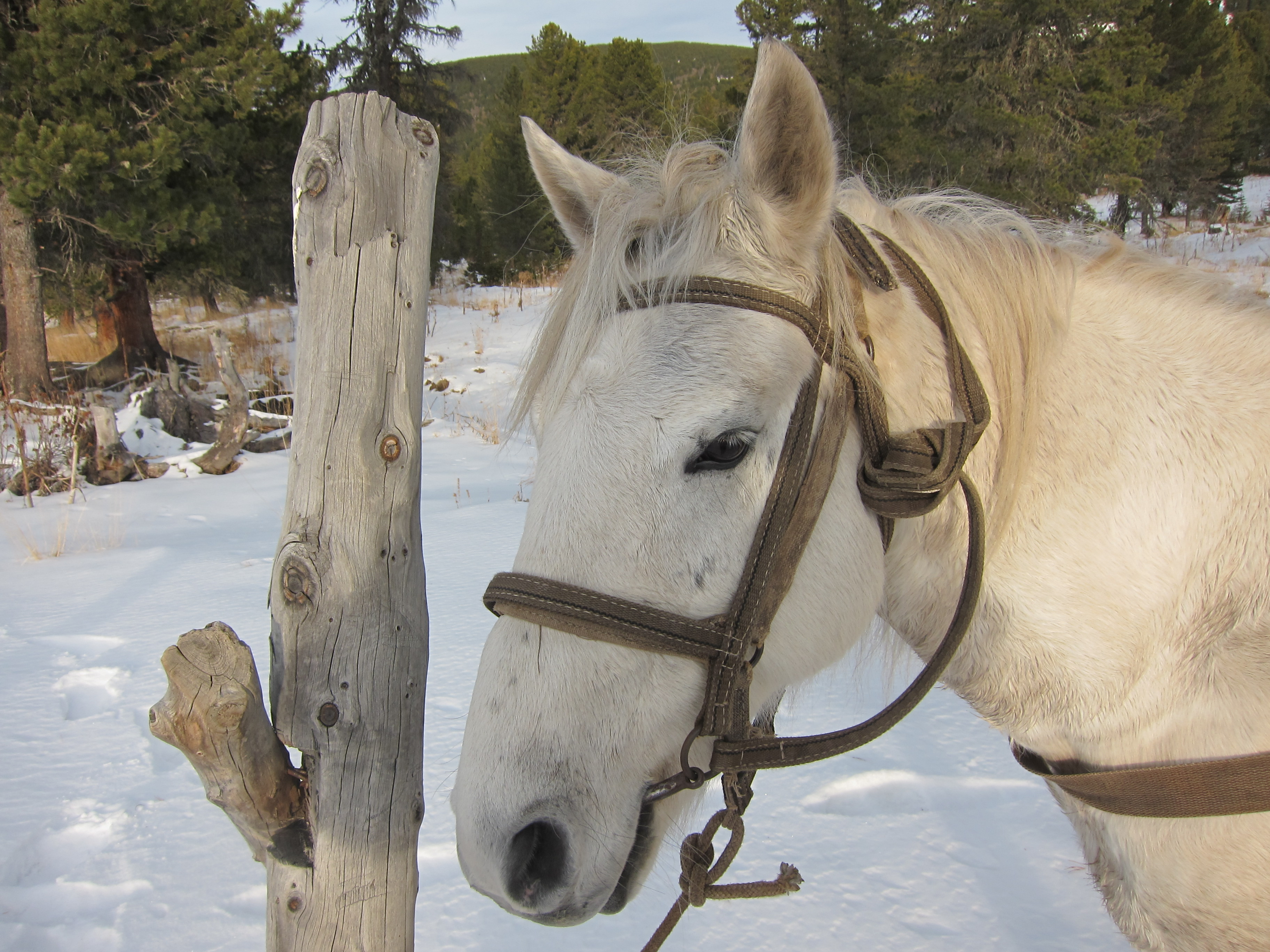
Cabeça de um cavalo cinza no distrito da República de Altai.

O Altai pertence ao grupo de pôneis siberianos. Segundo a CAB International e o livro da Universidade de Oklahoma, ele mede de 1,32 m a 1,42 m em média. O banco de dados DAD-IS fornece um tamanho médio de 1,40 m para os machos e 1,37 m para as fêmeas. O guia Delachaux indica uma faixa de 1,30 m a 1,45 m e usa as medições médias de DAD-IS. O peso varia de 350 a 400 kg.

### Morfologia
A cabeça, de perfil reto ou levemente côncavo, é moderadamente longa, larga e pode ser grossa, com olhos pequenos. O pescoço é curto e carnudo, o peito largo, as costas longas, com uma tendência a se curvar ligeiramente. A garupa é muscular, inclinada e bem desenvolvida. As pernas são curtas e bem formadas, sólidas. A pata, com cascos duros, possui uma estrutura adaptada à montanha. Algumas de suas peculiaridades são consideradas defeitos de formação, como juntas fechadas e carpos inclinados. As crinas são próximas umas das outras e folhosas. Em espécimes criados em Altai, o pelo é curto no verão, mas cresce visivelmente no outono, formando uma pelagem grossa capaz de protegê-los dos rigores do inverno.

### Pelagem
A pelagem é geralmente preta, alazã, baia ou cinza, geralmente com caracteres primitivos (pangaré, listra de burro...). O Altai também apresenta, mais raramente, a pelagem manchada de leopardo, chamado localmente de tchoubary, típica de cavalos de raça pura. Muito popular, essa última pelagem geralmente é perdida durante os cruzamentos. Esse fato motivou a criação de fazendas especializadas na obtenção de cavalos Altai coloridos. Uma crença local afirma que os Altai são os cavalos manchados mais antigos conhecidos, sendo a pelagem deles, segundo seus criadores, transmitida a cavalos ibéricos e depois americanos, como o Appaloosa.

### Temperamento, cuidados e passadas
O Altai é um dos cavalos mais resistentes e rústicos existentes. Pode viver em baixas temperaturas, com pouca ingestão de alimentos. Esses cavalos são naturalmente criados extensivamente pelos nômades de Altai, que não lhes fornecem cuidados especiais ou suplementos alimentares (grãos, feno...). Esses cavalos geralmente são criados de acordo com o método tradicional soviético tabun (em russo:  Табун). Os cavalos jovens vivem em um estado semisselvagem até a idade de três ou quatro anos, quando recebem pela primeira vez uma sela e depois são treinados.
O Altai é dotado de uma pata bem firme. Um bom número de indivíduos dão a passada amble naturalmente. A raça foi objeto de um estudo destinado a determinar a presença da mutação no gene DMRT3 na origem das passadas adicionais: o estudo de 25 indivíduos confirmou a presença dessa mutação em 8% dos cavalos testados. Por outro lado, não houve cavalos com passadas adicionais entre os indivíduos testados na raça..

### Seleção e genética

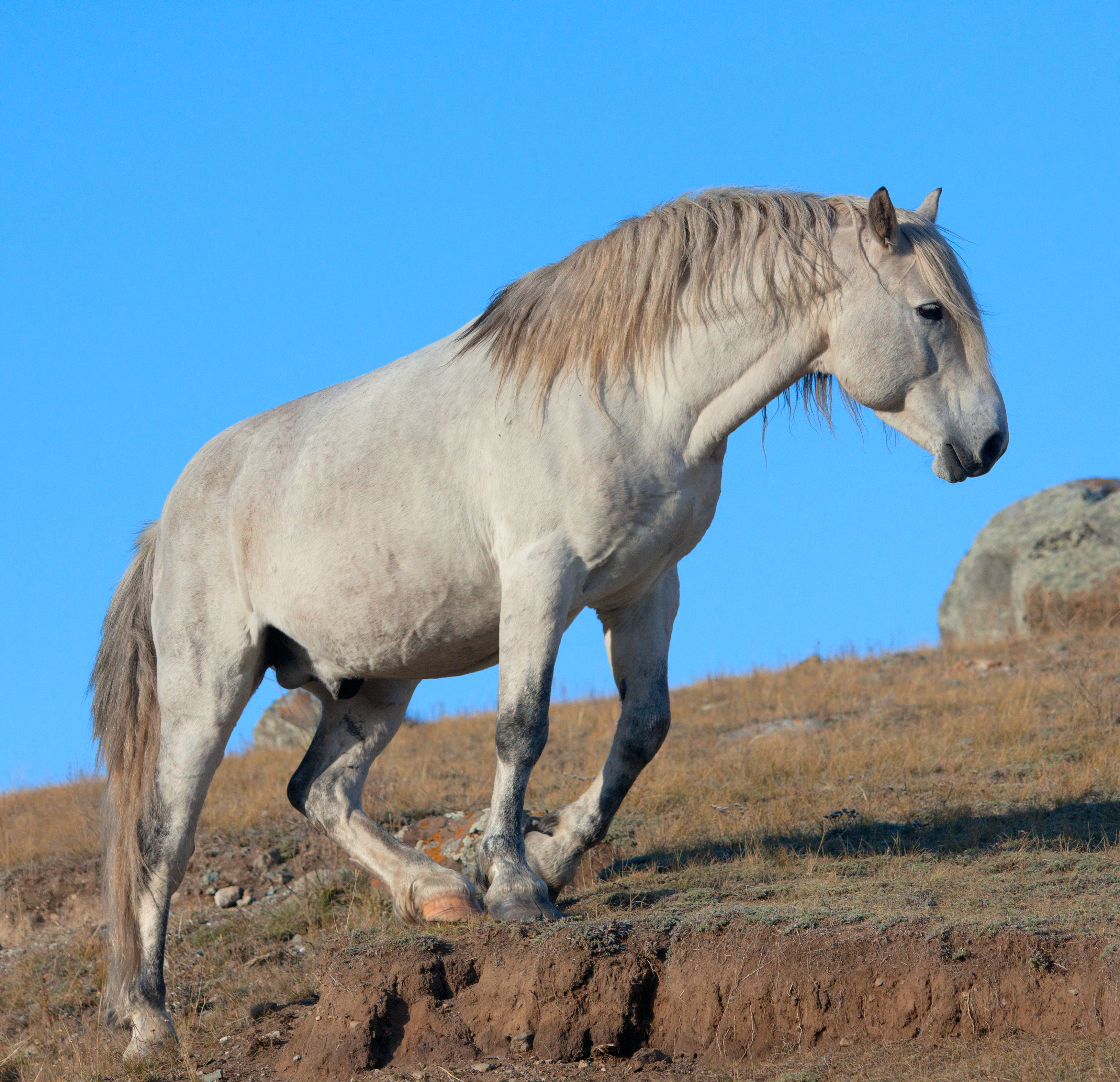
Cavalo da raça Novo Altai.

O Altai é usado em cruzamentos com a vertente lituana, a vertente soviética, o cavalo do Don e várias raças de tração para gerar cavalos maiores, com melhor capacidade de tração e melhor aptidão à produção de carne e de leite (efetivamente, a produção de éguas Altai é de apenas 6 a 8 litros por dia fora do período de amamentação). Em russo, a raça desses cruzamentos para carne é chamada Novoaltaiskaya, ou Novo Altai, em português.
Também existe uma seleção baseada na sela, pelo cruzamento com o Boudienny, mas os criadores cuidam em guardar um estoque suficiente de criação em raça pura para manter a diversidade genética.
Entre 40 raças de cavalos, incluindo as russas locais testadas, o Altai é o que apresenta menos diversidade de alelos, mas possui um dos maiores números de alelos por locus. Isso também tornou possível descrever um novo alelo, ASB17W, nunca descrito anteriormente.

## Usos

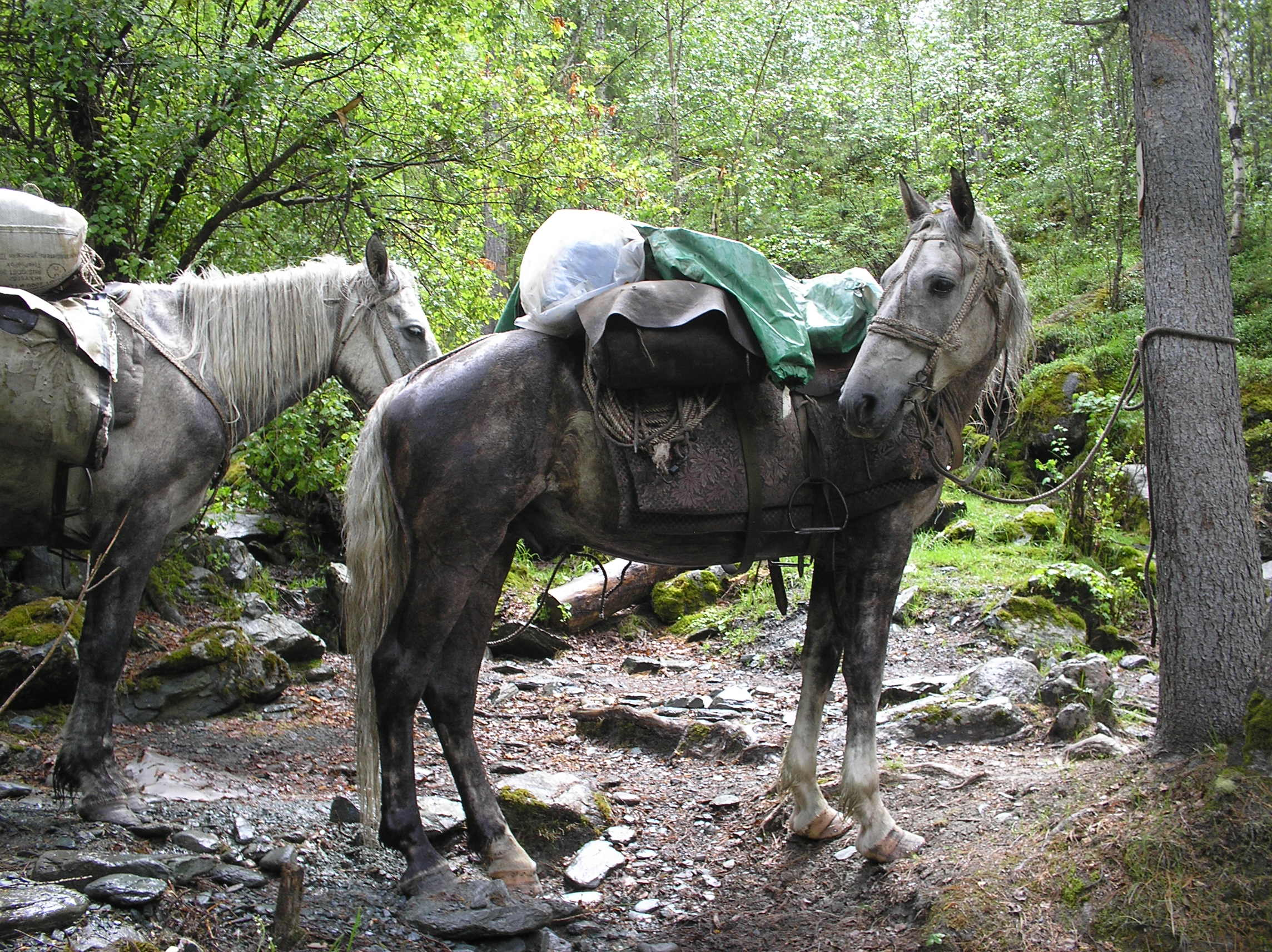
Cavalo Altai preparado para transportar cargas

É adequado para selas e à tração leve, mas este cavalo é usado principalmente no transporte de cargas, graças às suas excelentes capacidades de transporte e sua habilidade nas montanhas. Historicamente, os nômades de Altai dependem de seus pôneis para leite, carne, crina, gordura e pele.
Anedoticamente, o Altai pode ser usado para a prática tradicional de falcoaria.

## Difusão da criação
O Altai é citado no banco de dados DAD-IS, da FAO, como uma raça regional de cavalos da Ásia, cujo nível de ameaça é desconhecido. Um estudo realizado pela Universidade de Uppsala, publicado em agosto de 2010 para a FAO, relata o Altai como uma raça europeia transfronteiriça local, que não corre o risco de extinção. A raça está presente na Rússia, Mongólia e Cazaquistão. Contudo, nos dados do DAD-IS, o Altai é contado apenas como uma raça da Rússia.
Finalmente, a raça é rara, porque a grande maioria dos cavalos presentes no Krai de Altai agora está cruzada. Ainda é possível encontrar alguns milhares de cavalos de raça pura em Alto-Altai (2007). Dados relatados pela Rússia à FAO indicam um declínio inquietante no número de cavalos: em 2003, apenas 3190 cavalos da raça Altai foram contados. No entanto, de acordo com a avaliação da FAO realizada em 2007, o Altai não está em risco de extinção.
Vários criadores do raion de Oulagan, na Rússia, se especializaram em obter cavalos malhados valorizados pelas lendas locais, que fazem deste local a região original da raça Altai.

## Impacto cultural
Os cavalos desempenham um grande papel nas crenças dos nômades das montanhas Altai. Fitas brancas são penduradas na crina de cavalos cujos cabelos são destinados a confeccionar um morin khuur, para simbolizar os espíritos de Altai-Kudai e Umai-Ene, os criadores do Altai. Altai-Kudai, símbolo de honestidade e lealdade, também é representado montado em um cavalo branco.